# Mistr ÚJČŠ
Mistr ÚJČŠ je šachový titul, který byl v letech 1905 až 1952 udělovaný Ústřední jednotou českých resp. československých šachistů (ÚJČŠ). Titul získával jednak vítěz hlavního turnaje na sjezdech ÚJČŠ a také ti, kdo na mistrovství Československa v šachu získali předepsaný počet bodů. Ten činil někdy 33% a někdy 50%.

## Držitelé titulu
Z mezinárodních velmistrů byli mistry ÚJČŠ Oldřich Duras, Miroslav Filip, Salo Flohr, Luděk Pachman a Jaroslav Šajtar. Z mezinárodních mistrů to pak byli Jiří Fichtl, Jan Foltys, Miroslav Katětov, Čeněk Kottnauer, Július Kozma, Karel Opočenský, Jiří Pelikán, Josef Rejfíř, Emil Richter, Karel Skalička, Maximilian Ujtelky, František Zíta. Z dalších známých šachistů např. Karel Treybal nebo první mistryně světa Věra Menčíková.
Titul přežil až do 21. století. Miroslav Běták hrál pražské šachové soutěže družstev za SK Motorlet ještě v roce 2011 a Antonín Záruba za stejný klub v roce 2013 a poslední partii za Sokol Hradec Králové B ještě na podzim 2014. 26. dubna 2016 se tento titul stal po 111 letech definitivně minulostí, když zemřel v 88 letech jeho poslední držitel, kterým byl právě Antonín Záruba.